# Saison 4 de Chicago Fire
Chronologie
Saison 3 Saison 5
Cet article présente les épisodes de la quatrième saison de la série télévisée américaine Chicago Fire.

## Généralités
- Aux États-Unis, la saison est diffusée à partir du 13 octobre 2015 sur NBC.
- Au Canada, elle est diffusée soit un jour avant, le même jour ou le lendemain, sur le réseau Global.
- Au Québec, elle est diffusée depuis le 22 août 2016 sur AddikTV ;
- En France, elle est diffusée à partir du 10 octobre 2016 sur 13ème RUE

## Distribution

### Acteurs principaux
- Jesse Spencer (VF : Guillaume Lebon) : Lt Matthew Casey
- Taylor Kinney (VF : Thomas Roditi) : Lt Kelly Severide
- Monica Raymund (VF : Anne Dolan) : Gabriela Dawson
- Kara Killmer : Sylvie Brett
- Eamonn Walker (VF : Thierry Desroses) : Chef Wallace Boden
- David Eigenberg (VF : Franck Capillery) : Christopher Herrmann
- Yuri Sardarov (VF : Olivier Augrond) : Brian « Otis » Zvonecek
- Joe Minoso (VF : Loic Houdré) : Joe Cruz
- Christian Stolte (VF : Paul Borne) : Randy « Mouch » McHolland

### Acteurs récurrents et invités
- La distribution principale de Chicago PD
- La distribution principale de Chicago Med
- Robyn Coffin (VF : Nathalie Gazdik): Cindy Herrmann, la femme de Christopher Herrmann.
- Steven R. McQueen : Jimmy Borelli[1]
- Brian J. White : Captain Dallas Patterson[2]
- Fredric Lehne : Deputy District Chief Ray Riddle[3]
- Rachel Nichols : Jamie Killian
- Miranda Rae Mayo : Stella Kidd[4]
- Brandon Jay McLaren : Danny Booker[5]
- Lauren Stamile : Susan Weller[6]

## Liste des épisodes

### Épisode 1:Sur la sellette
- Canada : 12 octobre 2015 sur Global
- États-Unis : 13 octobre 2015 sur NBC[7],[8]
- Québec : 22 août 2016 sur AddikTV[9]
- Suisse : 9 octobre 2016 sur RTS Un[10]
- France : 10 octobre 2016 sur 13e rue[11]
- France : 19 mars 2017 sur CStar

- États-Unis : 7,37 millions de téléspectateurs[12] (première diffusion)

Gabriela Dawson tente de réanimer Katia, mais sans succès, car cette dernière est déjà morte de ses blessures. Au club de strip-tease, un coup de feu est tiré. Antonio Dawson et Hank Voight y entrent et le chef de l'unité des renseignements calme Matthew Casey en train de tabasser Jack Nesbitt. La pompière rejoint le lieutenant de l'échelle 81 sur place, inquiète à son sujet, mais rassurée. À la caserne 51, Kelly Severide apprend par son capitaine Wallace Boden et le chef-député Ray Riddle que, à la suite du départ de 6 hommes au sein du Secours 3, il est rétrogradé à simple pompier et c'est Dallas Patterson qui va prendre les commandements de son équipe. Chili informe Matt et l'équipe de l'échelle 81 de la rétrogradation de Kelly. Le nouveau stagiaire, Jimmy Borelli, arrive en retard pour son premier jour, attaché nu par son frère et un ancien collègue. Le capitaine le renvoie chez lui et l'invite à ne plus revenir. L'ambulance 61 est appelée pour secourir Alicia, une jeune femme enceinte qui a reçu une balle perdue dans une station de métro. Chili et Sylvie Brett aident cette dernière à mettre son bébé au monde, mais l'enfant ne respire pas. Elles réussissent à le faire respirer, mais malheureusement, Alicia meurt dans l'ambulance alors que Chili tente vainement de la réanimer sur le chemin de l'hôpital. Wallace oblige Kelly à passer un stage de formation au management afin que son subordonné récupère son grade de lieutenant. La jeune ambulancière est attristée par la mort d'Alicia et réconfortée par sa coéquipière. Antonio informe Matt que Jack Nesbitt a été libéré par un agent du FBI de la ville et lui apprend également qu'il travaille pour les fédéraux. En allant s'inscrire au stage, le pompier du Secours 3 fait la rencontre de Jamie Killian.

### Épisode 2:Enquête pour négligence
- États-Unis : 20 octobre 2015 sur NBC
- Canada : 21 octobre 2015 sur Global
- Québec : 29 août 2016 sur AddikTV
- Suisse : 9 octobre 2016 sur RTS Un
- France : 10 octobre 2016 sur 13e rue
- France : 19 mars 2017 sur CStar

- États-Unis : 7,64 millions de téléspectateurs[13] (première diffusion)

Gabriela Dawson demande au capitaine Wallace Boden d'être transférée au service des enquêtes incendie et lui annonce sa grossesse. Ce dernier la félicite pour l'heureux événement, tout comme ses collègues de la caserne 51. Les pompiers interviennent ensuite sur un accident de la route. Wallace apprend qu'il est convoqué au bureau de Pat Bridgen concernant l'affaire de l'incendie de la maison squatté par des dealers sur la 24e rue ouest, où les pompiers ont mis longtemps à intervenir à la suite du blocage des riverains. Après avoir reçu la visite de Jack Nesbitt, Matt Casey reproche à l'unité des renseignements de ne rien faire. De son côté, Christopher Herrmann découvre que le couple de voisins de Portland a porté plainte contre le Molly's pour violation sur l'arrêté des nuisances sonores. Les ambulancières sauvent un maître-nageur et sa fiancée sur une plage de la ville, les déposent au Chicago Med, puis en profitent pour prendre des nouvelles du bébé Morales qu'elles ont sauvé.

### Épisode 3:Passer à autre chose
- Canada : 26 octobre 2015 sur Global
- États-Unis : 27 octobre 2015 sur NBC
- Québec : 5 septembre 2016 sur AddikTV
- Suisse : 16 octobre 2016 sur RTS Un
- France : 17 octobre 2016 sur 13e rue
- France : 19 mars 2017 sur CStar

- États-Unis : 7,8 millions de téléspectateurs[14] (première diffusion)

Inquiète pour le bébé d'Alicia Morales qu'elle a aidé à mettre au monde avec l'aide de Chili, Sylvie Brett lui rend souvent visite à l'hôpital. Les pompiers interviennent sur un accident, où un homme a la jambe coincée, souffre du syndrome d'écrasement et comme ils ne peuvent le libérer au risque qu'il fasse une crise cardiaque, ils appellent le docteur Halstead pour l'amputer. Tricia, l'épouse de l'homme amputé, rend visite à la caserne 51 et informe les pompiers que, grâce à une vidéo de son fils Bobby qui a filmé la scène de l'accident, ils sont disculpés. Dany rend visite à son petit frère et lui apprend sa mutation à l'échelle 67. De son côté, Gabriela Dawson poursuit l'enquête sur l'incendie produit dans ce même quartier et découvre que Roger Maddox, en plus d'être un promoteur immobilier qui rachète des maisons incendiées, est également un pyromane qui incendie les maisons pour se faire de l'argent avec l'assurance de ces immobiliers.

### Épisode 4:Ton tour viendra
- États-Unis /  Canada : 3 novembre 2015 sur NBC / Global
- Québec : 12 septembre 2016 sur AddikTV
- Suisse : 16 octobre 2016 sur RTS Un
- France : 17 octobre 2016 sur 13e rue
- France : 26 mars 2017 sur CStar

- États-Unis : 8,11 millions de téléspectateurs[15] (première diffusion)

Gabriela Dawson est emmenée d'urgence à l'hôpital, car elle souffre d'une grossesse extra-utérine et malheureusement, elle perd le bébé. Pendant ce temps, Christopher Herrmann apprend par Otis que le Molly's doit, sur ordonnance du juge, fermer, car la distance entre le trottoir et le bâtiment n'est pas respectée (3m96 au lieu de 4m50). Pour l'aider, Jimmy Borelli fait appel à son cousin Anthony qui travaille dans le bâtiment. Après avoir découvert que Jamie Killian est devenue l'avocate de Roger Maddox, Kelly Severide lui rend visite à son cabinet. Il lui apprend que les dossiers concernant le promoteur immobilier et pyromane ont été volés et sollicite son aide, mais en vain. L'équipe de la caserne 51 est appelée chez une famille, dont un petit garçon, Kevin, est coincé dans son château gonflable. Un des câbles électriques a explosé et la zone est électrisée. Le câble commence à prendre feu et un incendie se déclenche près de la structure gonflable. Mais le pompier du Secours 3 parvient à sauver le gamin. En rentrant à la caserne 51, Christopher reçoit un appel de Wallace Boden et informe ses collègues que Gabriela est en soins intensifs, mais a perdu le bébé. Mouse, l'informaticien de l'unité des renseignements, mène l'enquête sur la disparition des dossiers et fichiers informatiques qui contiennent les preuves accablantes contre le promoteur au service des incendies criminelles et découvre que c'est un pompier du service qui a tout orchestré. Suzie est allée voir la police et a été mise hors de cause, car elle a un alibi le soir de la disparition des éléments concernés.

### Épisode 5:Les Liens sacrés du mariage
- Canada : 9 novembre 2015 sur Global
- États-Unis : 10 novembre 2015 sur NBC
- Québec : 19 septembre 2016 sur AddikTV
- Suisse : 23 octobre 2016 sur RTS Un
- France : 24 octobre 2016 sur 13e rue
- France : 26 mars 2017 sur CStar

- États-Unis : 8,15 millions de téléspectateurs[16] (première diffusion)

Après l'épreuve difficile qu'elle vient de traverser, Gabriela Dawson consulte l'aumônier William Orlovsky qui lui remonte le moral. Ray Riddle, le chef-député du district, demande un entretien avec la jeune femme pour s'assurer qu'elle est en état de reprendre le service, bien qu'elle ait reçu le feu vert du médecin. Wallace Boden et ses hommes interviennent ensuite sur un incendie produit dans un bâtiment, où un couple devait se marier, accompagné de leurs proches. Sylvie Brett et Gabriela proposent alors d'utiliser la caserne 51 comme alternative, mais à cause des pressions de Riddle, Wallace refuse. La pompière se rend ensuite à son entretien avec le chef-député qui se comporte de manière sexiste et intrusive envers cette dernière, mais le remet à sa place en lui disant être apte au travail. Elle raconte ensuite à ses collègues son entrevue avec le supérieur de son chef. Ne supportant plus l'attitude vulgaire de celui-ci, Wallace change d'avis et décide finalement d'organiser le mariage du couple de l'incendie.

### Épisode 6:Le Concert du siècle
- États-Unis : 17 novembre 2015 sur NBC
- Canada : 18 novembre 2015 sur Global
- Québec : 26 septembre 2016 sur AddikTV
- Suisse : 23 octobre 2016 sur RTS Un
- France : 24 octobre 2016 sur 13e rue
- France : 2 avril 2017 sur CStar

- États-Unis : 7,95 millions de téléspectateurs[17] (première diffusion)

Pendant que les pompiers du Secours 3 nettoient leur camion sur ordre de Dallas Patterson, ce dernier et Ray Riddle complotent dans le dos de Wallace Boden pour entamer des mesures sur sa manière de diriger la caserne 51. Toute l'équipe est appelée pour venir en aide à la sœur et au neveu de Bob, bloqués sur le toit d'une maison incendiée. Voyant que le feu se propage davantage, cette dernière balance le bébé, mais Matt Casey le rattrape juste à temps. Sylvie Brett et Gabriela Dawson apprennent, par Chili, que Jimmy Borelli et elle se sont embrassés. Connie informe son capitaine que le chef-député du district réclame les rapports d'incident de l'année. En train de les récupérer chez lui, Donna et Wallace reçoivent la visite de Serena Holmes, leur nouvelle voisine. Alors que les pompiers du Secours 3 font des exercices sous la surveillance de leur lieutenant, Freddie Clemente, membre d'un gang, fait une visite surprise à Joey Cruz. Bob, le manager du groupe de rock Rush, remercie les pompiers de leur aide et leur offre des billets pour le concert de son groupe à Chicago, en plus d'un pass pour les coulisses. Freddie repasse voir le pompier du Secours 3, cherche à contacter son petit frère, mais le pompier répond ne pas avoir son numéro. Les pompiers de la caserne 51 interviennent ensuite sur un accident de véhicules, dont les victimes sont un groupe de motards et une femme. L'un d'eux est blessé partout, soigné par les ambulancières. Ces dernières prennent en charge le chauffard et le conduisent à l'hôpital. Wallace reçoit un appel de sa voisine qui n'arrive plus à rentrer chez elle. Il défonce la porte de sa maison, et alors qu'elle lui propose un verre de champagne, il refuse et repousse ses avances.

### Épisode 7:Coup monté
- États-Unis : 24 novembre 2015 sur NBC
- Canada : 25 novembre 2015 sur Global
- Québec : 3 octobre 2016 sur AddikTV
- Suisse : 30 octobre 2016 sur RTS Un
- France : 31 octobre 2016 sur 13e rue
- France : 2 avril 2017 sur CStar

- États-Unis : 7,34 millions de téléspectateurs[18] (première diffusion)

Interrogé par le lieutenant Ryan Wheeler, le capitaine Wallace Boden affirme avoir juste aidé Serena Holmes à rentrer chez elle et n'avoir rien tenté contre elle. Benny Severide, le père de Kelly, revient à Chicago pour aider son fils qui a des problèmes avec son supérieur, Dallas Patterson. Les pompiers secourent un homme qui s'est éventré sur la vitre d'un restaurant et a perdu beaucoup de sang. Tout comme Ray Riddle, Dallas se comporte de manière sexiste envers Gabriela Dawson, mais la pompière de l'échelle 81 ne se laisse pas marcher dessus. Comme convenu, Freddie Clemente répond à l'invitation de Joey Cruz de passer à la caserne 51 et y passe. Wallace parle à Matt Casey, Mouch et Christopher Herrmann des accusations de Serena Holmes à son encontre et ce dernier lui conseille de contacter Ashley Daniels, avocate spécialisée en affaires pénales. Il s'y rend avec Donna et l'avocate lui explique qu'en plus de l'agression, le détective privé veut l'accuser de violation de domicile, ce qui veut dire que le capitaine peut encourir une peine de 30 ans de prison, au lieu de 3 à 5 ans. Matt s'explique avec Dallas sur la suspension de Kelly, car le responsable du Secours 3 a émis un rapport sur l'incident produit dans le bar entre les deux hommes. Le lieutenant de l'échelle 81 lui demande s'il agit sur ordre de Ray, mais celui-ci lui répond ne penser qu'au travail. Benny rapporte à son fils un dossier qui contient le casier judiciaire de Dallas. À la suite des accusations, Ray conseille à Walllace de ne pas venir au gala des pompiers. Otis demande à Joey s'il peut inviter Sylvie Brett à venir au gala. Ce dernier se rend compte que Freddie est venu armé d'un pistolet et dit au jeune homme qu'il peut se faire virer si jamais son supérieur le découvre. Wallace rencontre le propriétaire de la maison qu'a loué Serena Holmes, mais celui-ci ne connait pas la nouvelle adresse de la jeune femme. Il lui donne sa carte pour qu'il le recontacte, au cas où.

### Épisode 8:Quand les tortues auront des ailes
- États-Unis /  Canada : 1er décembre 2015 sur NBC / Global
- Québec : 10 octobre 2016 sur AddikTV
- Suisse : 30 octobre 2016 sur RTS Un
- France : 31 octobre 2016 sur 13e rue
- France : 9 avril 2017 sur CStar

- États-Unis : 8,62 millions de téléspectateurs[19] (première diffusion)
- Canada : 1,271 million de téléspectateurs[20] (première diffusion + différé 7 jours)

Donna, la femme de Wallace Boden, tente de faire parler Serena Holmes, la voisine revenue chercher ses affaires, mais cette dernière refuse de dire quoi que ce soit. Chili arrive en retard au travail. En intervenant sur un accident de voiture, un camping-car prend feu et Christopher Herrmann sauve la vie... d'une tortue de terre. L'ambulancière reçoit un avertissement de la part de Wallace pour être arrivée en retard. Le chef de la caserne 51 reçoit le substitut du procureur de la ville, Steve Cot, qui est là pour son affaire, mais aussi celle de Roger Maddox. Le substitut conseille au capitaine de trouver un moyen d'être disculpé des accusations de Serena Holmes à son encontre afin qu'il puisse témoigner contre le promoteur immobilier au procès. Peu après, il découvre que sa maison est perquisitionnée par Ryan Wheeler et ce dernier lui apprend que son accusatrice est portée disparue. Kelly Severide rend visite à Jamie Killian qui n'est pas bien traitée par ses collègues de travail, bien qu'elle défende le pyromane. Le pompier lui demande de vérifier si son client a payé Serena pour accuser son supérieur de coups et blessures, mais elle refuse de s'y plier, car cela serait un manquement à l'éthique juridique. Otis demande des conseils à Gabriela Dawson sur sa relation avec Sylvie Brett. Austin, une des victimes de l'accident, remercie l'ambulancière de lui avoir sauvé la vie et lui propose un déjeuner avec lui. Mais Chili et elle sont appelées pour un homme en détresse.

### Épisode 9:La Remarque de trop
- États-Unis : 8 décembre 2015 sur NBC
- Canada : 9 décembre 2015 sur Global
- Québec : 17 octobre 2016 sur AddikTV
- Suisse : 6 novembre 2016 sur RTS Un
- France : 7 novembre 2016 sur 13e rue
- France : 9 avril 2017 sur CStar

- États-Unis : 9,13 millions de téléspectateurs[21] (première diffusion)

À la suite de l'arrestation du capitaine Wallace Boden, Ray Riddle prend la décision de nommer temporairement Dallas Patterson à la tête de la caserne 51. Wallace est libéré de sa garde à vue grâce à sa femme Donna qui a payé sa caution en revendant la maison. Lors d'une intervention sur un accident de voiture, Gabriela Dawson subit des provocations sexistes de la part d'un passant, mais elle lui répond par la menace, ce qui ternit l'image des pompiers. Grâce à l'aide de Jamie Killian, l'avocate de Roger Maddox, Kelly Severide apprend à l'unité de renseignements de Chicago que Serena Holmes, la femme qui a tenté de piéger son supérieur avec la complicité du promoteur immobilier, est logée dans un hôtel situé près du lac Carlyle. Cette dernière, qui risque d'être condamnée à 10 ans de prison ferme pour tentative d'escroquerie et atteinte criminelle à l'ordre public, décide finalement de coopérer avec l'unité. De son côté, Christopher Herrmann fait travailler Freddie à ses côtés au Molly's.

### Épisode 10:L'Âme du 51
- Canada : 4 janvier 2016 sur Global[22]
- États-Unis : 5 janvier 2016 sur NBC[23]
- Québec : 24 octobre 2016 sur AddikTV
- Suisse : 6 novembre 2016 sur RTS Un
- France : 7 novembre 2016 sur 13e rue
- France : 16 avril 2017 sur CStar

- États-Unis : 7,43 millions de téléspectateurs[24] (première diffusion)
- Canada : 1,241 million de téléspectateurs[25] (première diffusion + différé 7 jours)

Christopher Herrmann, poignardé au flanc droit dans la réserve du Molly's par Freddie, git au sol dans une petite mare de sang. Gabriela Dawson et Otis finissent par le retrouver et appellent les Secours qui ne tardent pas à conduire le pompier aux urgences du Chicago Med. Soigné par le Dr Rhodes, il a reçu de la transfusion sanguine et est stabilisé, mais le couteau a atteint le foie, le diaphragme et le poumon du pompier. Sa femme Cindy, Gabriela et Mouch se tiennent à son chevet. La première découvre une bague sortant de la poche de Mouch qui souhaite demander Trudy Platt en mariage. Se sentant responsable de ce qui est arrivé à son collègue, Joey Cruz décide de donner les détails à Adam Ruzek qui va mener l'enquête. À la caserne, Jimmy Borelli informe Chili de l'état de santé du pompier, mais se rend compte que l'ambulancière n'est plus la même qu'avant. L'équipe de la caserne 51 intervient sur un immeuble incendié, sauve deux femmes, un père et son fils. Mais Joey a inhalé du monoxyde de carbone, à cause de la fumée, et est également envoyé au Med. L'équipe se rend au chevet de Christopher, toujours sous transfusion sanguine, mais l'hémorragie ne s'arrête pas. Bien qu'il soit mis sous oxygène, le pompier du Secours 3 part de l'hôpital sans signer de décharge, puis se rend dans un immeuble squatté par un gang et recherche Freddie. Kelly et son équipe récupèrent finalement leur collègue. Mouch tente maladroitement sa demande en mariage auprès de Trudy, mais elle refuse une première fois.

### Épisode 11:Avis de tornade
- Canada : 18 janvier 2016 sur Global
- États-Unis : 19 janvier 2016 sur NBC
- Québec : 31 octobre 2016 sur AddikTV
- France : 14 novembre 2016 sur 13e rue
- France : 16 avril 2017 sur CStar
- Suisse : 20 novembre 2016 sur RTS Un

- États-Unis : 8,16 millions de téléspectateurs[26] (première diffusion)
- Canada : 1,223 million de téléspectateurs[27] (première diffusion + différé 7 jours)

Christopher Herrmann reprend le travail grâce au feu vert du médecin, malgré les congés auxquels il y a droit après ce qu'il vient de vivre. Il est accueilli à bras ouverts par ses collègues qui fêtent son retour comme il se doit. Wallace Boden informe Matt Casey et Kelly Severide que la ville de Chicago est placée en vigilance tornade dans les futures 12 heures. Jimmy Borelli souhaite se réconcilier avec Chili par amitié, mais l'ambulancière refuse catégoriquement et n'arrive pas à comprendre pourquoi le stagiaire l'a plaquée sur ordre de son lieutenant. L'équipe de la caserne 51 apprend ensuite aux informations télévisées que l'arrivée de la tornade à Chicago est imminente. Elle n'est plus autorisée à sortir à l'extérieur, sauf pour intervention. Otis aimerait avoir davantage de succès auprès des femmes et demande des conseils à Gabriela Dawson. Alors que les ambulancières sont appelées pour aider une femme qui convulse, Chili se trompe de dose en injectant de la morphine à la victime, lui fait supprimer son réflexe respiratoire, mais Sylvie Brett rattrape l'erreur de sa coéquipière en injectant de la naloxone, ce qui permet à la victime de reprendre conscience. Gabriela offre à Otis un rasoir et lui conseille de changer son look en se rasant la moustache et les poils sous le menton, sauf que le pompier s'y oppose, mais sa collègue insiste fortement, sinon c'est le banc de touche. L'équipe de la caserne 51 est envoyée au quartier de Christopher, où la tornade est passée et a détruit des structures. Lucas, un jeune adolescent qui a prévenu les pompiers, a un morceau de verre planté vers le bas du dos. Les pompiers font sortir les survivants de la tornade, cachés dans le sous-sol d'une maison. Une femme recherche son mari qui porte une combinaison jaune, mais Mouch qui découvre son corps sans vie, n'ose pas prévenir cette dernière du décès de son époux.

### Épisode 12:Tout le monde ne s'en sort pas
- Canada : 25 janvier 2016 sur Global
- États-Unis : 26 janvier 2016 sur NBC
- Québec : 7 novembre 2016 sur AddikTV
- France : 14 novembre 2016 sur 13e rue
- France : 23 avril 2017 sur CStar
- Suisse : 20 novembre 2016 sur RTS Un

- États-Unis : 8,46 millions de téléspectateurs[28] (première diffusion)
- Canada : 1,067 million de téléspectateurs[29] (première diffusion + différé 7 jours)

Kelly Severide et Alex Ward sont ensemble dans la chambre d'hôtel de l'agente spéciale de la Sécurité Intérieure. Pendant ce temps, Christopher Herrmann témoigne au procès de Freddie. Chili est convoquée au bureau de Wallace Boden qui lui présente ses condoléances pour la mort de sa sœur, lui conseille de prendre quelques jours de congés pour faire le deuil, puis lui donne un second avertissement pour son erreur dans une précédente intervention. L'équipe de la caserne 51 intervient sur un accident d'autoroute qui implique un camion et un autobus. L'échelle 81 évacue les passagers du second véhicule, secondée par le Secours 3. Sylvie Brett s'aperçoit qu'Otis s'est rasé, mais le préférait avant, tout le contraire de Connie. Matt Casey reçoit un appel de la mère de Lucas, une des victimes de la tornade, hébergée avec les autres victimes dans un refuge, qui lui apprend que son fils a disparu. Christopher reçoit lui aussi un appel, mais de Luis Clemente, le père de Freddie, enfermé à la prison de Pinckneyville, qui souhaite le rencontrer. Le lieutenant de l'échelle 81 retourne à la maison du jeune garçon et finit par le retrouver. Appelées pour aider un sans-abri blessé, les ambulancières se rendent sur place, mais Sylvie se fait agresser par ce dernier. Chili utilise une matraque pour protéger son équipière. Après avoir ramené Lucas auprès de sa mère, Matt fait la rencontre de Colin Becks, un conseiller municipal de Chicago. Le politicien organise une collecte de fonds pour les victimes de la tornade afin de les aider à être relogées et aimerait que le lieutenant de l'échelle 81 rejoigne son équipe.

### Épisode 13:Alertes attentats
- Canada : 1er février 2016 sur Global
- États-Unis : 2 février 2016 sur NBC
- Québec : 14 novembre 2016 sur AddikTV
- France : 21 novembre 2016 sur 13e rue
- France : 23 avril 2017 sur CStar
- Suisse : 27 novembre 2016 sur RTS Un

- États-Unis : 8,18 millions de téléspectateurs[30] (première diffusion)
- Canada : 1,215 million de téléspectateurs[31] (première diffusion + différé 7 jours)

La semaine prochaine à l'école de boxe d'Antonio Dawson, un combat de boxe est organisé entre l'échelle 81 et le district 21 de Chicago. Jimmy Borelli se porte volontaire pour affronter le policier de l'unité des renseignements et Christopher Herrmann prend le stagiaire sous son aile pour l'entraîner. L'équipe de la caserne 51 est appelée sur un incendie dans un stade, mais la fumée est étrangement mauve. Après avoir évacué les victimes, les pompiers trouvent des fumigènes à usage militaire. Sylvie Brett fait connaissance avec une ancienne équipière de Chili de l'ambulance 98, Jane Brenner, qui lui apprend que son équipière actuelle passait son temps à boire de l'alcool avant que son chef ne s'en débarrasse. Matt Casey soupçonne Colin Becks d'avoir détourné l'argent de la collecte de fonds pour les victimes de la tornade à son propre profit. Sylvie se rend compte que le comportement de Chili est dû à l'alcool et lui conseille de régler le problème, mais cette dernière ne veut rien savoir et demande à Wallace Boden de changer de partenaire. Le lieutenant de l'échelle 81 se rend au meeting du conseiller et sait qu'il n'a jamais pris part aux actions du Century Philanthropy International. Il lui conseille de tenir sa promesse faite aux victimes de la tornade ou il n'hésitera pas à faire parler de lui à la presse comme un voleur. Le chef de la caserne 51 informe Syvie de la plainte de son équipière à son encontre qui réplique en disant à son chef que cette dernière a été virée de l'ambulance 98 pour les mêmes problèmes qu'à la caserne 51, à savoir l'alcool et les disputes. Alex Ward se rend à la caserne en compagnie de Steven Grimms, le chef de l'unité des renseignements de la Sécurité Intérieure. Apparemment, les fausses alertes seraient des manœuvres de diversion dans le but de disperser les équipes pour commettre des attentats. Enragée d'avoir été poignardée dans le dos par son équipière, Sylvie se dispute avec Chili. Wallace décide d'aller voir Karl Hatcher concernant l'attitude de la jeune ambulancière, sauf que le syndicat a déposé une liste de doléances contre le chef de la caserne 51. Pendant que Jimmy s'entraîne à la boxe au vu de son match contre Antonio, Matt se rend au dîner où il est invité par le politicien. Il apprend que Lucas et sa mère sont logés dans un mobil home, mais les autres victimes attendent toujours un nouveau logement.

### Épisode 14:Stratégies de combats
- Canada : 8 février 2016 sur Global
- États-Unis : 9 février 2016 sur NBC
- Québec : 21 novembre 2016 sur AddikTV
- France : 21 novembre 2016 sur 13e rue
- France : 30 avril 2017 sur CStar
- Suisse : 27 novembre 2016 sur RTS Un

- États-Unis : 8,13 millions de téléspectateurs[32] (première diffusion)

Chili reçoit chez elle les affaires de sa sœur décédée. Tamara Jones passe à la caserne 51 et conseille à Matt Casey de se présenter comme conseiller municipal contre Colin Becks, mais le lieutenant de l'échelle 81 n'a pas l'étoffe d'un politicien. Les ambulancières sont appelées pour une blessure par balle, dont la victime est le grand frère de Tino, un jeune garçon. Elles donnent des instructions au petit pour soigner son ainé et il réussit sans difficulté. Grâce à cette intervention, Chili retrouve peu à peu le moral. Cependant, Kelly Severide la soupçonne de boire de l'alcool en cachette. Matt reçoit un message de Tamara qui lui donne rendez-vous pour le convaincre de se présenter. Cette dernière montre au pompier un terrain de jeux pour enfants, où les normes de sécurité ne sont plus respectées. L'actuel conseiller municipal, Davis, avait promis de faire le nécessaire, mais ne s'en est pas occupé. L'échelle 81 et l'ambulance 61 sont envoyées vers un entrepôt pour une fuite d'ammoniac. Matt et Christopher Herrmann évacuent rapidement la victime, mais il est déjà trop tard. Connie se propose d'être hôtesse de ring et sa demande est acceptée par Christopher. Kelly parle de ses doutes concernant Chili à Gabriela Dawson.

### Épisode 15:Bienvenue en politique
- Canada : 15 février 2016 sur Global
- États-Unis : 16 février 2016 sur NBC
- France : 21 novembre 2016 sur 13e rue
- France : 30 avril 2017 sur CStar
- Québec : 28 novembre 2016 sur AddikTV
- Suisse : 4 décembre 2016 sur RTS Un

- États-Unis : 7,53 millions de téléspectateurs[33] (première diffusion)
- Canada : 1,183 million de téléspectateurs[34] (première diffusion + différé 7 jours)

Matt Casey se présente officiellement comme candidat au poste de conseiller municipal et son premier meeting  se passe plutôt bien sous l'œil d'un certain Ritch Corbin. Il a besoin de 450 signatures, mais il peut compter sur l'équipe de la caserne 51 pour le soutenir dans sa campagne. Hooggle, le nouvel ambulancier, n'est pas bien accueilli par ses nouveaux collègues. Le Secours 3 vient en aide à la caserne 21, car McCormick a fait une longue chute de l'échelle et s'est empalé la jambe dans une barre, alors que son collègue Richter se trouve sur le toit de la caserne. Joey Cruz remarque que l'aérienne de l'échelle 73 était en position de récupération au moment de l'accident. L'équipe du Secours 3 apprend ensuite que Richter et son collègue sont en conflit, car le second sort avec l'ex-femme du premier. À la suite de la fermeture d'Aubern, un pompier expérimenté va remplacer Jimmy Borelli à l'échelle 81. Kelly Severide demande à Richter des éclaircissements sur l'accident de l'échelle afin de le notifier dans son rapport, ce qui ne plaît guère au chef Berwell de la caserne 21 qui s'en prend à Wallace Boden concernant les accusations d'un de leurs pompiers sur Richter. Ritch Corbin, qui représente un groupe de citoyens, offre à Matt un chèque d'un montant inconnu, sa carte et lui demande de rencontrer les membres de son groupe. Sûr de lui, Joey réaffirme à Kelly ce qu'il a vu à la caserne 21, puis fait passer le test à Otis pour vérifier ses doutes. Hooggle et Sylvie Brett interviennent sur un accident de voiture, où une femme est blessée à la cheville et a un œil gonflé à cause du chauffard qui prétend être aveugle. En apprenant que Jimmy va partir, elle lui avoue avoir flashé sur lui dès son arrivée à la caserne 51.

### Épisode 16:Mouch enterre sa vie de garçon
- Canada : 22 février 2016 sur Global
- États-Unis : 23 février 2016 sur NBC
- France : 28 novembre 2016 sur 13e rue
- France : 7 mai 2017 sur CStar
- Suisse : 4 décembre 2016 sur RTS Un
- Québec : 5 décembre 2016 sur AddikTV

- États-Unis : 7,80 millions de téléspectateurs[35] (première diffusion)

Matt Casey poursuit son élection au poste de conseiller municipal en rencontrant des électeurs lors d'une réunion, en concurrence avec Colin Becks. À la caserne 51, Mouch apprend à Christopher Hermann que Logan, le demi-frère de Trudy, organise non seulement son enterrement de vie de garçon, mais c'est également lui qui sera son témoin au mariage. Alors que l'équipe intervient sur un accident de voiture, des explosions se produisent dans les égouts de la ville. Après avoir évacué un père et son fils, coincés dans la voiture, les pompiers éteignent les feux dans les égouts, pendant que Jimmy Borelli et Sylvie Brett les conduisent au Chicago Med. Ils apprennent que la mère du petit est morte après sa naissance, alors que l'enfant la réclamait pendant l'accident. Kelly Severide a eu une aventure avec Stella Kidd alors qu'elle était mariée, mais ne le savait pas et s'excuse auprès de cette dernière. Matt reçoit la visite de Teddy qui lui demande de réfléchir à l'offre de Dante concernant les caméras, mais le pompier ne bronche pas. Trudy amène Logan à la caserne, mais le lieutenant de l'échelle 81 est victime de propagandes de la part de son adversaire électoral. Otis se découvre des points communs avec Logan. Ayant des doutes de la sincérité du père du gamin, Sylvie envoie l'empreinte du collier cervical à Sean Roman. Wallace Boden apprend à Matt que la soirée des amis des pompiers risque d'être délocalisée à Morningside et qu'elle n'aura pas lieu à la caserne 51 à cause des propagandes lancées contre le lieutenant de l'échelle 81.

### Épisode 17:La Vérité sur Courtney Harris
- États-Unis /  Canada : 29 mars 2016 sur NBC / Global
- France : 28 novembre 2016 sur 13e rue
- France : 7 mai 2017 sur CStar
- Suisse : 11 décembre 2016 sur RTS Un
- Québec : 12 décembre 2016 sur AddikTV

- États-Unis : 8,66 millions de téléspectateurs[36] (première diffusion)
- Canada : 1,401 million de téléspectateurs[37] (première diffusion + différé 7 jours)

L'équipe de la caserne 51 est appelée pour une recherche de fuite au monoxyde de carbone dans une grande maison. Le niveau de dioxyde de carbone est de 1700 ppm. Les pompiers inspectent la maison, mais ne trouvent personne. Kelly Severide trouve la fuite du monoxyde de carbone qui provient d'une cheminée multi-fonctions, située au sous-sol. Mais le lieutenant du Secours 3 fait une étonnante découverte : derrière les briques d'une partie de la maison se trouve le squelette d'un enfant enveloppé dans une serviette de plage. Après avoir sorti le cadavre, il tombe sur Bianca Holloway, lieutenante du district sud de la criminelle, qui lui demande de faire une déposition sur sa découverte. À cause d'un ami qui s'est désisté pour les 8 ans de sa fille, Christopher Hermann n'a personne pour animer la fête. Stella Kidd lui propose son ex-mari Grant qui est guitariste. Après avoir entendu les accusations calomnieuses de Colin Becks à son encontre lors d'une émission télévisée, Matt Casey est prêt à renoncer au salaire de conseiller s'il est élu. Kelly reçoit la visite de la policière qui lui remontre les photos de la scène de crime. En les regardant, il reconnait un pendentif de Saint-Nicolas et pense avoir identifié la victime : Courtney Harris, une petite fille qui s'est éloignée de ses parents, vivants dans une maison au nord de Kenwood. Stella parvient à convaincre Grant de chanter pour l'anniversaire de la fille d'Hermann, et Sylvie Brett apprend que ce dernier vit à la charge de la pompière. Amy Bell, la journaliste du  Chicago Sun-Times, interroge Matt sur son salaire de conseiller, puis elle lui apprend qu'un dernier débat va avoir lieu entre Becks et lui. C'est au tour de Bianca de recevoir la visite de Kelly qui lui transmet le compte-rendu du Secours 4 daté de 6 ans, puis la lieutenante l'informe que l'enfant est mort d'un brise-nuque. Mais pour le lieutenant du Secours 3, il ne fait aucun doute que le corps retrouvé dans la cheminée est bien celui de Courtney. De son côté, Matt apprend que son débat avec son adversaire électoral aura lieu lors de la prochaine garde à 18h, mais préfère y renoncer, car il fait passer son travail avant tout.

### Épisode 18:Sur le sentier de la guerre
- États-Unis /  Canada : 5 avril 2016 sur NBC / Global
- France : 5 décembre 2016 sur 13e rue
- France : 14 mai 2017 sur CStar
- Suisse : 11 décembre 2016 sur RTS Un

- États-Unis : 7,68 millions de téléspectateurs[38] (première diffusion)

- Canada : 1,391 million de téléspectateurs[39] (première diffusion + différé 7 jours)

L'équipe de la caserne 51 félicite, une nouvelle fois, Matt Casey pour avoir remporté l'élection de conseiller municipal de la ville de Chicago. L'ambulance 61 se rend sur le lieu où un homme a fait un malaise. En se rendant sur place, l'homme a reçu une blessure par balle. Et alors que Jimmy Borelli va chercher la civière dans l'ambulance, l'homme blessé se fait abattre sous les yeux de Sylvie Brett. Craignant pour sa vie, l'ambulancière donne sa pièce d'identité au tueur qui lui conseille de garder ce qu'elle a vu pour elle si elle ne veut pas mourir. Le blessé respire, mais fait une hémorragie. Sylvie demande de le réanimer, pendant que Jimmy conduit l'ambulance au Chicago Med. Hélas, celui-ci ne s'en sort pas. Mouch demande finalement à Christopher Herrmann s'il veut bien être son témoin, car Logan ne peut plus prendre l'avion pour venir au mariage. À la suite de ce désistement, il propose la place à Stella Kidd qui accepte. À peine élu, Matt est déjà surchargé de travail. Bien qu'elle ait prévenu la police, Sylvie cherche à joindre Antonio, mais il semble occupé. L'ambulance 61 rejoint l'échelle 81, le Secours 3 et le bataillon 25 sur le lieu de l'incendie. Matt et Stella évacuent deux hommes, mais des victimes sont enfermées dans un coffre du restaurant. Kelly Severide et Joey Cruz réussissent à déverrouiller le coffre et les évacuer, mais le lieutenant du Secours 3 est brûlé au bras. Persuadée d'avoir vu le type qui a menacé de la tuer en sortant de l'hôpital, Sylvie raconte ce qui lui est arrivée à son supérieur qui lui reproche de ne pas l'avoir prévenu après ce qu'elle a vécu. Elle identifie l'homme qui l'a menacée : Del Corven et Antonio charge alors un agent de patrouille de sa protection 24h sur 24.

### Épisode 19:Héros du quotidien
- États-Unis /  Canada : 19 avril 2016 sur NBC / Global
- France : 5 décembre 2016 sur 13e rue
- France : 14 mai 2017 sur CStar
- Suisse : 8 janvier 2017 sur RTS Un

- États-Unis : 8,17 millions de téléspectateurs[40] (première diffusion)
- Canada : 1,283 million de téléspectateurs[41] (première diffusion + différé 7 jours)

Joey Cruz remarque qu'Otis a une marque sur le dos dans les vestiaires de la caserne 51. Christopher Hermann et Stella Kidd s'embrouillent sur la manière de gérer un bar, mais Gabriella Dawson, pour calmer le jeu, leur propose un championnat de baristas. L'échelle 81 et l'ambulance 61 viennent en aide à Victor, un jeune étudiant attaché sous un pont où circule un train de métro, le visage en sang. Bianca Holloway demande à Kelly Severide de bien vouloir garder son fils, Jay-Jay, pendant qu'elle part travailler. Patricia Vazquez, la grand-mère de Victor, vient voir Matt Casey pour lui demander de trouver un moyen de protéger son petit-fils le jour de la remise des diplômes, car le jeune homme s'est fait agresser par un gang. Kevin Atwater informe Wallace Boden et le lieutenant de l'échelle 81 que le frère aîné de Victor avait fait partie du gang de la 18e rue, avant qu'il ne soit arrêté par la police et coopère avec elle. Le pompier propose à Victor de le conduire à la remise des diplômes, mais le jeune homme préfère y aller à pied et refuse de se laisser écraser par le gang. Christopher et Stella disputent la première épreuve du championnat des baristas, que le pompier de l'échelle 81 remporte haut la main. L'ambulance 61 sauve la vie d'une femme qui a fait une overdose, à la suite d'un gros dosage d'hydrocodone. Pour remercier le lieutenant du Secours 3 de s'être occupé de son fils, la lieutenante invite ce dernier à boire un verre après sa garde. Otis demande l'avis de Sylvie Brett pour ses blessures qui lui conseille d'aller voir un médecin. La seconde épreuve du championnat des baristas est une dégustation des vins et c'est Stella qui remporte la manche. Kelly apprend par Antonio que Bianca doit témoigner dans l'affaire Baillasso. Otis consulte le Dr Halstead au Chicago Med qui l'envoie faire une prise de sang en laboratoire, mais pense qu'il est possible que le pompier soit atteint de leucémie.

### Épisode 20:Une journée dans la vie d'un héros
- États-Unis /  Canada : 26 avril 2016 sur NBC / Global
- France : 12 décembre 2016 sur 13e rue
- France : 21 mai 2017 sur CStar
- Suisse : 8 janvier 2017 sur RTS Un

- États-Unis : 8,22 millions de téléspectateurs[42] (première diffusion)
- Canada : 1,364 million de téléspectateurs[43] (première diffusion + différé 7 jours)

Pendant que Matt Casey et Gabriella Dawson discutent avec Susan Weller concernant la future grande carrière politique du lieutenant de l'échelle 81, Bianca Holloway reconfie la garde de Jay-Jay à Kelly Severide, car elle s'apprête à témoigner au procès dans l'affaire Baillasso. Le jeune garçon doit préparer un exposé pour son école. Matt reçoit une boîte qui contient de l'argent, puis son équipe, le Secours 3, le bataillon 25 et l'ambulance 61 sont envoyés vers un immeuble en feu. Bien qu'il soit relié à ses collègues par une corde, Joey Cruz se détache pour évacuer la victime, ce que lui reproche son supérieur, car il aurait pu mettre la vie de l'équipe en danger. En rentrant à la caserne, le lieutenant de l'échelle 81 se rend compte que Cartman Developments lui a versé un pot-de-vin de 10 000 dollars pour tenter de le corrompre. Les pompiers de la caserne 51 décident d'aider Jay-Jay à faire son exposé. Kelly va apprendre que le la mère du petit a été blessée par balle et est actuellement à l'hôpital pour subir une opération. L'équipe de la caserne 51 se met d'accord pour permettre à Jay-Jay de passer une agréable journée en attendant que sa tante vienne le chercher. Il reste à la caserne pour s'occuper du fils d'Holloway, et Wallace Boden va chercher quelqu'un pour le remplacer temporairement. Otis propose à ses collègues de participer à une conférence à Las Vegas (à leurs frais), mais ces derniers ne semblent pas emballés par le voyage. Sylvie Brett demande au pompier s'il a recontacté le Dr Halstead au sujet de ses blessures, mais celui-ci ne prend pas son problème au sérieux. L'ambulance 61 est appelée pour porter secours à une enfant blessée. En réalité, Suzie, la petite fille, a bu un produit qui contient 60% d'alcool et fait une hémorragie cérébrale, mais le couple d'ambulanciers réussit à calmer ses convulsions.

### Épisode 21:Louie
- États-Unis /  Canada : 3 mai 2016 sur NBC / Global
- France : 12 décembre 2016 sur 13e rue
- France : 21 mai 2017 sur CStar
- Suisse : 15 janvier 2017 sur RTS Un

- États-Unis : 7,79 millions de téléspectateurs[44] (première diffusion)
- Canada : 1,272 million de téléspectateurs[45] (première diffusion + différé 7 jours)

L'équipe de la caserne 51 intervient sur un feu de structure dans un grand bâtiment. Gabriella Dawson trouve un petit garçon pendant que Christopher Hermann évacue la mère de ce dernier qui a fait une overdose. Après avoir expliqué à son chef avoir cru voir une victime au 3e étage de l'immeuble incendié, Kelly Severide réclame à Wallace Boden des masques à image thermique. La pompière s'attache à l'enfant qu'elle a sauvé, mais celui-ci est confié aux services sociaux. Le lieutenant du Secours 3 tente de convaincre Barr, le responsable du service équipement, d'utiliser le budget du Département pour acheter des masques à image thermique, mais ce dernier réaffirme qu'il n'en a pas les moyens. Avec l'échelle 81, Gabriella passe aux services sociaux pour rendre le doudou à Louie. N'ayant pas réussi à convaincre Otis de faire une prise de sang, Joey Cruz joue sa dernière carte : la grand-mère d'Otis, Baba qui réprimande son petit-fils. Le pompier va finalement passer voir le Dr Halstead après la garde. L'ambulance 61 vient en aide à un jeune adolescent qui fait de la tachycardie après avoir bu un demi-litre de sauce soja. De son côté, Stella Kidd propose une machine à glaçons à Christopher afin de pouvoir tirer profit de ce petit coup de pouce pour remplir le tiroir-caisse du Molly's.

### Épisode 22:Une minute de trop
- États-Unis /  Canada : 10 mai 2016 sur NBC / Global
- France : 19 décembre 2016 sur 13e rue
- France : 28 mai 2017 sur CStar
- Suisse : 15 janvier 2017 sur RTS Un

- États-Unis : 7,98 millions de téléspectateurs[46] (première diffusion)
- Canada : 1,527 million de téléspectateurs[47] (première diffusion + différé 7 jours)

Après avoir passé la nuit ensemble, Kelly Severide et Stella Kidd partent au boulot chacun de leur côté, sauf que la pompière reçoit une affiche de son ex-mari, Grant, qui lui dit être sur la liste pour le concert de son groupe de rock. Alors qu'elle doit aller travailler, Gabriella Dawson a rendez-vous avec M. Harvey, mais repasse le voir plus tard. Alors que Jimmy Borelli reçoit la visite de son frère Dany à la caserne 51, l'ambulance 61 et l'échelle 81 sont envoyées sur un accident de voiture. Sauf que la conductrice du véhicule est une enfant, car ses parents sont trop ivres pour conduire. Otis passe voir ses collègues à la caserne 51 et découvre que c'est Ferguson qui le remplace. Gabriella est toujours plus déterminée que jamais à vouloir adopter Louie, même si elle doit se passer de l'avis de Matt Casey. Lorsqu'elle en parle à son frère Antonio, celui-ci a du mal à comprendre l'attitude de sa sœur, mais accepte de l'aider, puis reproche au lieutenant de l'échelle 81 de ne rien faire pour l'en empêcher. Après avoir discuté avec Kelly sur le fait que son frère ait acheté un club clandestin, Jimmy refuse catégoriquement d'aider son aîné. M. Harvey accepte de recevoir la pompière le jour même et son lieutenant la couvre. Grant apporte un sandwich à son ex-femme et insiste pour qu'elle vienne au concert de son groupe de rock. Malheureusement, Gabriella n'obtient pas la garde de Louie, car une famille d'accueil a déjà été trouvée.

### Épisode 23:Le Plus grand sacrifice
- États-Unis /  Canada : 17 mai 2016 sur NBC / Global
- France : 19 décembre 2016 sur 13e rue
- France : 28 mai 2017 sur CStar
- Suisse : 15 janvier 2017 sur RTS Un

- États-Unis : 7,91 millions de téléspectateurs[48] (première diffusion)
- Canada : 1,545 million de téléspectateurs[49] (première diffusion + différé 7 jours)

Depuis la mort de son frère Dany, Jimmy Borelli n'est plus le même qu'avant et est aveuglé par sa colère envers Wallace Boden, qu'il rend responsable du décès de son frère. Gabriella Dawson reçoit la visite de Mme Cantrell au sujet ses conditions de vie pour l'adoption. L'ambulance 61 est appelée en renfort pour inhalation de fumées et sauve la vie d'un pompier qui fait une crise cardiaque. Christopher Hermann propose à sa coéquipière un logement au-dessus de son garage, mais elle refuse. Matt Casey lui propose de revenir vivre avec lui, mais elle décline également, puis reçoit un appel pour visiter un logement. Stella Kidd est harcelée de textos par son ex-mari Grant depuis qu'elle a raté son concert. Susan Weller rend visite au lieutenant de l'échelle 81 pour l'informer que la Commission budgétaire de l'Illinois organise un forum de 3 jours pour discuter des problèmes de sécurité publique et il y est convié. Jimmy vide le casier de son frère et Paul le raccompagne à la sortie. Au 51, Gabriella et Matt se disputent, puis le lieutenant informe sa subordonnée être absent lors de la prochaine garde, car il est convié à un forum. Au Molly's, Grant fait son numéro à Stella et Gabriella n'a pas obtenu le logement, car le propriétaire le laisse à sa fille. Christopher fait visiter son logement à Gabriella, mais il y a beaucoup de rangement, nettoyage et réparation à faire avant l'arrivée de l'inspection. Quelques collègues de la caserne 51 se mettent à l'ouvrage, pendant que Matt se rend au forum de la Commission budgétaire de l'Illinois rencontrer des sénateurs.